# Epinastie
Epinastie je jev, při kterém roste horní strana orgánu rostliny morfologicky rychleji než spodní. Následkem epinastického růstu nastává ohyb tohoto orgánu směrem dolů. Je-li tomu opačně, mluvíme o hyponastii.